# Sant Romà dels Vilars
Sant Romà dels Vilars és una capella preromànica en el lloc dels Vilars d'Engordany, a la parròquia andorrana d'Escaldes-Engordany, declarada Bé d'interès cultural. Es troba a 1.135 m d'altitud, al peu del pic de Padern.

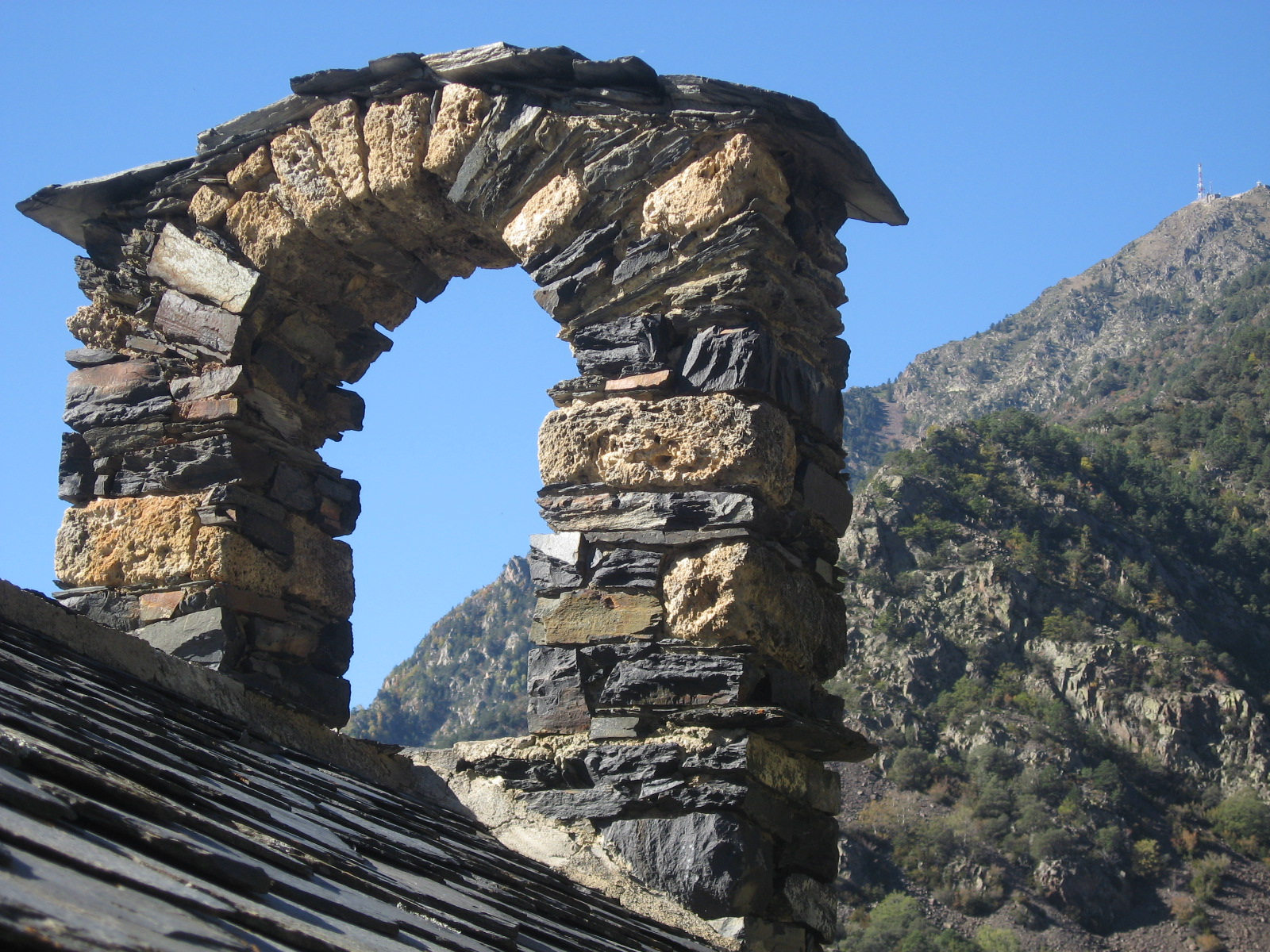
Campanar de Sant Romà

És una església rural i austera, de les més antigues d'Andorra. La planta d'una única nau rectangular amb un absis quadrangular a l'est separat de la nau per un arc triomfal que ocupa tota la llum. En el costat oest es va aprofitar el desnivell del terreny per construir un nou cos de dues plantes amb un pòrtic cobert i a sobre el cor. La porta quadrada s'obre a la façana sud. El sòl de la nau té un desnivell de 55 cm.
Els murs són de blocs irregulars de pedra calcària i llicorella. La teulada a dos vessants cobreix també l'absis. Del mur oest sobresurt un campanar d'espadanya d'un sol ull amb coberta de mig punt bombada.
En l'església parroquial de Sant Pere Màrtir d'Escaldes-Engordany es conserva un retaule provinent de Sant Romà dels Vilars.